# Toxorhina protrusa
Toxorhina protrusa är en tvåvingeart som beskrevs av Alexander 1962. Toxorhina protrusa ingår i släktet Toxorhina och familjen småharkrankar. Inga underarter finns listade i Catalogue of Life.